# Дикая природа Чада
Дикая природа Чада включает в себя флору и фауну. Жизнь животных и растений соответствует 3 климатическим поясам. В регионе Сахары единственной флорой являются пальмовые рощи оазисов. В Сахелианском регионе растут пальмы и деревья акации. Южная, или суданская зона состоит из широких лугов, или прерий, пригодных для выпаса скота. По состоянию на 2002 год насчитывалось не менее 134 видов млекопитающих, 534 видов птиц (354 вида постоянно проживающих видов и 155 перелётных) и более 1600 видов растений по всей стране.
Здесь встречаются слоны, западноафриканские львы, буйволы, бегемоты, кордофанские жирафы, антилопы, африканские леопарды, гепарды, гиены и многие виды змей, хотя популяция хищников начала сокращаться с начала 20-го века. Борьба со слонами, особенно на юге страны в таких районах, как Национальный парк Закума является серьёзной проблемой.

## Растительность
В 2011 году растительность в Чаде насчитывала 2288 видов, 55 из которых могут обитать только на территории Чада. Осадки широко варьируются от севера до юга страны. Страна также подвержена воздействию жарких и сухих погодных условий. Ветры Харматтана- особенность северной части страны. Также часто встречаются засухи и нашествия саранчи. Растительность в стране разделяется на 3 региона: северная-Сахара, центральная-Сахель, южная-Судан. Все три зоны имеют примерно одинаковую территорию.
Северная часть страны, в которой находится Сахара и граничащая с Ливией и вулканическим массивом Тибести (3415 метров). Растительность преимущественно тропическая . В пустынях, находящихся рядом самый слабый рост растений. Тем не менее, в дюнах между озером Чад и массивом Уадай отмечены признаки ксерофитных кустарников.
Горная растительность на массиве крайне богата, в отличие от растительности, которая находится в низинах. Высокая растительность часто встречается в некоторых глубоких ущельях Энниди, который поднимается до 1450 метров. В плоской местности находятся сахелианские луга. Переходная зона между Сахелем и Суданом, располагает водно-болотными угодиями. В зоне Судан саванна состоит из суданского леса с прерывистой растительностью почвенных пастбищ и акаций.
Озеро Чад, лежащее на западе страны простирается через границу в Нигер, Нигерию, Камерун, является одним из самых богатых районов флоры в стране, хотя в прошлом веке оно быстро сокращалось. Хорошо дренированные почвы района плотных лесистых мест с эбеновыми и каковыми деревьями, но их популяция сильно уменьшилась из-за эрозии почвы. Растительность найденная в этом районе включает в себя акацию, баобаб, пальму, африканскую мирру. Внутри самого озера находятся тростник, папирус, амбат, водяные лилии.

## Фауна
По состоянию на 2002 год насчитывалось не менее 134 видов млекопитающих, 534 видов птиц (354 вида постоянно проживающих видов и 155 перелётных). До 20-го века Чад имел богатую фауну хищный животных, но из-за обезлесения, охоты и конкуренции со стороны скота большая часть львов и леопардов исчезла с этого региона
Национальный парк Закума содержит большое количество крупных млекопитающих. Ящеристая рогатая орикс в заповедниках Чада в большом количестве, в особенности в Оуади Ради Оуади Ачин.
Также сообщается о других видах: газель-руфифрон, патас-обезьяна (Erythrocebus patas), полосатая гиена (Hyaena hyaena), суданский гепард (Acinonyx jubatus soemmeringii), каракал (Felis caracal) и чадская дикая собака (Lycaon pictus sharicus), африканский слон (Loxodonta africana), выдра (Lutra maculicollis).

## Водная фауна
В озере Чад живут 179 видов рыб, которые питаются растительностью, зоопланктоном, фитопланктоном. Там обитает: сом, тилапия, циклиоиды, чарапин, нильский окунь. Крокодил и бегемот также обитают на этом озере, это озеро также является стоянкой для перелётных птиц.

## Защита животных
Незащищённые парки, заповедники, защитные леса, районы лесовозобновления и Рамсанские засушливые земли включают в себя II уровень IUCN категории: Аоук (7400 км²), Гоз Бейда, Манда (1140 км²) и Закума (3000 км²) , В стране есть несколько фаунистических резервов, которые защищены, в том числе Абу Тельфан (1100 км²), Бахр Саламат (20600 км²), Бейнамар (763 км²), Биндер-Лере (1350 км²), Фада Археи (2110 км²), Ларманайе (3040 км²), Манделия (1380 км²), Оуади Риме-Уади Ахим (80 000 км²) и Синала-Миния (4260 км²). Помимо многочисленных охраняемых лесов, массив также является охраняемой территорией. Водно-болотные угодья международного значения (Рамсар) — это Рамсарский участок Лач-Фитри (1950 км²), участок Райнсар-де-Файн-де-Биндер-Лере Рамсар (1350 км²) и участок Раджарской площади Чадиен-дю-лак-Чад (16481,68 км²).
Помимо парков и заповедников на территории Чада существует восемь важных районов, в которых обитают птицы. Их признало Bird Life International. Их площадь равна 146 500 км (11 процентов территории страны). Из них самое большое Огади Риме-Уади Ахим, площадь которой составляет более 6 % площади страны.